# Les Eissarts
Les Eissarts (francès Les Issards) és un municipi francès situat al departament de l'Arieja i a la regió d'Occitània.